# Rock My Life
Rock My Life – trzeci album niemieckiej piosenkarki Jeanette, który został wydany przez Universal dnia 25 listopada 2002. Płyta uzyskała w Niemczech status złota.

## Lista utworów
1. „Rock My Life” (Radio edit) (Frank Johnes, Bodybrain, Wonderbra) – 3:57
2. „Right Now” (Johnes, Bodybrain, Wonderbra) – 3:21
3. „Jean” (William King, Wonderbra) – 4:31
4. „Don’t Treat Me Badly” (Johnes, Bodybrain, Wonderbra) – 3:16
5. „Win Your Love” (Johnes, Bodybrain, Wonderbra) – 3:19
6. „To Fall in Love” (Johnes, Bodybrain, Wonderbra) – 3:29
7. „Love From Start to Finish” (Johnes, Bodybrain, Wonderbra) – 3:11
8. „Heartbeat” (Johnes, Bodybrain, Wonderbra) – 3:44
9. „Flight Tonight” (Johnes, Bodybrain, Wonderbra) – 4:38
10. „Tell Me” (Johnes, Bodybrain, Wonderbra) – 3:35
11. „Upright” (Johnes, Tom Remm, Bodybrain, Wonderbra) – 3:06
12. „Let’s Party Tonight” (Johnes, Tom Remm, Bodybrain, Wonderbra) – 3:07
13. „You’re Nothing Better” (Johnes, Tom Remm, Bodybrain, Wonderbra) – 3:07
14. „Heaven Can’t Lie” (Johnes, Tom Remm, Bodybrain, Wonderbra) – 3:25
15. „We’ve Got Tonight” (feat. Ronan Keating) (Bob Seger) – 3:38
16. „So Deep Inside” (hidden track) – 3:48

### Złota edycja
1. „Rock My Life” (Radio edit) – 3:57
2. „Flight Tonight” – 4:38
3. „Right Now” – 3:21
4. „Jean” – 4:31
5. „Don’t Treat Me Badly” – 3:16
6. „Win Your Love” – 3:19
7. „To Fall in Love” – 3:29
8. „Love From Start to Finish” – 3:11
9. „Heartbeat” – 3:44
10. „Tell Me” – 3:35
11. „Upright” – 3:06
12. „Let’s Party Tonight” – 3:07
13. „You’re Nothing Better” – 3:07
14. „Heaven Can’t Lie” – 3:25
15. „We’ve Got Tonight” (feat. Ronan Keating) – 3:38
16. „It’s Over Now” – 3:57
17. „Kiss My Butt” – 3:25
18. „Unbreak My Dreams” / „So Deep Inside” – 9:52
19. „Rock My Life” music video

## Listy przebojów
| Lista (2002)              | Najwyższa pozycja |
| ------------------------- | ----------------- |
| Austrian Albums Chart     | 10                |
| German Albums Chart       | 7                 |
| Swiss Albums Chart        | 13                |
| Kolejka – lista przebojów | 2                 |